# ザ・シチュエーション・ルーム
『ザ・シチュエーション・ルーム』 (The Situation Room with Wolf Bulitzer) は、2005年8月8日からCNNで放送されている120分間の報道番組。夕方時間に放送されている。ホストはウルフ・ブリッツァー。